# Instytut (zespół muzyczny)
Instytut – polski zespół rockowy, założony pod koniec 2006 we Wrocławiu przez Wojciecha Adasika.
Zespół tworzy utwory, które opowiadają własne historie, czasem autentyczne, a czasem symboliczne.
Styl zespołu Instytut to poetyckie teksty oraz rockowa melodyjność. Instytut jest laureatem i finalistą znanych festiwali i konkursów, m.in.: KFPP Opole, JAROCIN Festiwal, FAMA, WROCK Festiwal, Muzyczna Bitwa Polskiego Radia Wrocław, Łykend Promo Festiwal i inne. 
Dzięki wsparciu fanów na portalu Megatotal.pl, zespół otrzymał możliwość nagrania dwóch mini płyt „Niewidzialne ściany dźwięków” oraz „2x2”. W 2012 roku zespół nagrał płytę "Ludzie i Miejsca", która jest tym samym długogrającym debiutem Wrocławian.

## Skład zespołu
- Wojciech Adasik – wokal, gitara, klawisze, tamburyn
- Dawid Pępkowski – gitara, chórki
- Piotr Iwaszko – bas
- Witold Hrycyk – perkusja, klawisze

## Dyskografia
- Niewidzialne Ściany Dźwięków (2009)
- 2x2 (2012)
- Ludzie i Miejsca (2012)

## Teledyski
- Niewidzialny (2009)
- Machina (2012)
- Śmierć Frajerom (2013)